# Tyler, the Creator
Tyler Gregory Okonma (Los Angeles, 6 de março de 1991), mais conhecido como Tyler, The Creator, é um rapper, compositor, produtor musical, diretor de videoclipes, empresário, estilista, ator e designer de moda americano. Nascido em Ladera Heights, ele ganhou destaque como o líder e co-fundador do coletivo de hip hop alternativo Odd Future, tendo produzido músicas para quase todos do grupo. Tyler cria toda a arte para os lançamentos do grupo e disse em uma entrevista com o apresentador de rádio DJ Semtex, que projeta toda a roupa do grupo e outras mercadorias também. Como artista solo, Tyler lançou oito álbuns de estúdio, muitas vezes responsável por quase ou toda a produção dos mesmos.
Após uma grande contribuição para os trabalhos iniciais da Odd Future, Okonma lançou seu álbum de estreia, Bastard, em 2009. Depois de lançar seu segundo álbum de estúdio, Goblin, sob a XL Recordings em abril de 2011, Okonma assinou um contrato de empreendimento conjunto para ele e sua gravadora Odd Future Records, com a RED Distribution e Sony Music Entertainment. Depois disso, ele lançou seu terceiro álbum de estúdio, Wolf, em 2013, que foi recebido com críticas positivas e estreou em número três na Billboard 200, vendendo 90 000 cópias em sua primeira semana. Seu quarto álbum de estúdio, Cherry Bomb, foi lançado em 2015, estreando no número quatro na Billboard 200 dos EUA. Ele recebeu críticas positivas, mas uma recepção polarizada dos fãs. Em 2017, ele lançou seu quinto álbum de estúdio, Flower Boy, com grande sucesso. Ele estreou no número dois na Billboard 200 dos EUA, tornando-se seu álbum mais bem cotado até o momento, e foi indicado ao prêmio de Melhor Álbum de Rap no 60º Grammy Anual.
Tyler venceu 2 Grammy Awards, em 2020 e em 2022, os dois na categoria Melhor Álbum de Rap, um MTV Video Music Awards e um The Wall Street Journal Award. Em 2011, Okonma iniciou a empresa de roupas Golf Wang. Em 2012, ele começou a sediar um festival anual de música chamado "Camp Flog Gnaw Carnival". Ele criou seu próprio aplicativo de serviço de streaming chamado Golf Media; funcionou entre 2015 e 2018 e continha séries escritas originais do próprio Okonma. O Camp Flog Gnaw Carnival era transmitido anualmente pelo serviço.

## Infância e educação

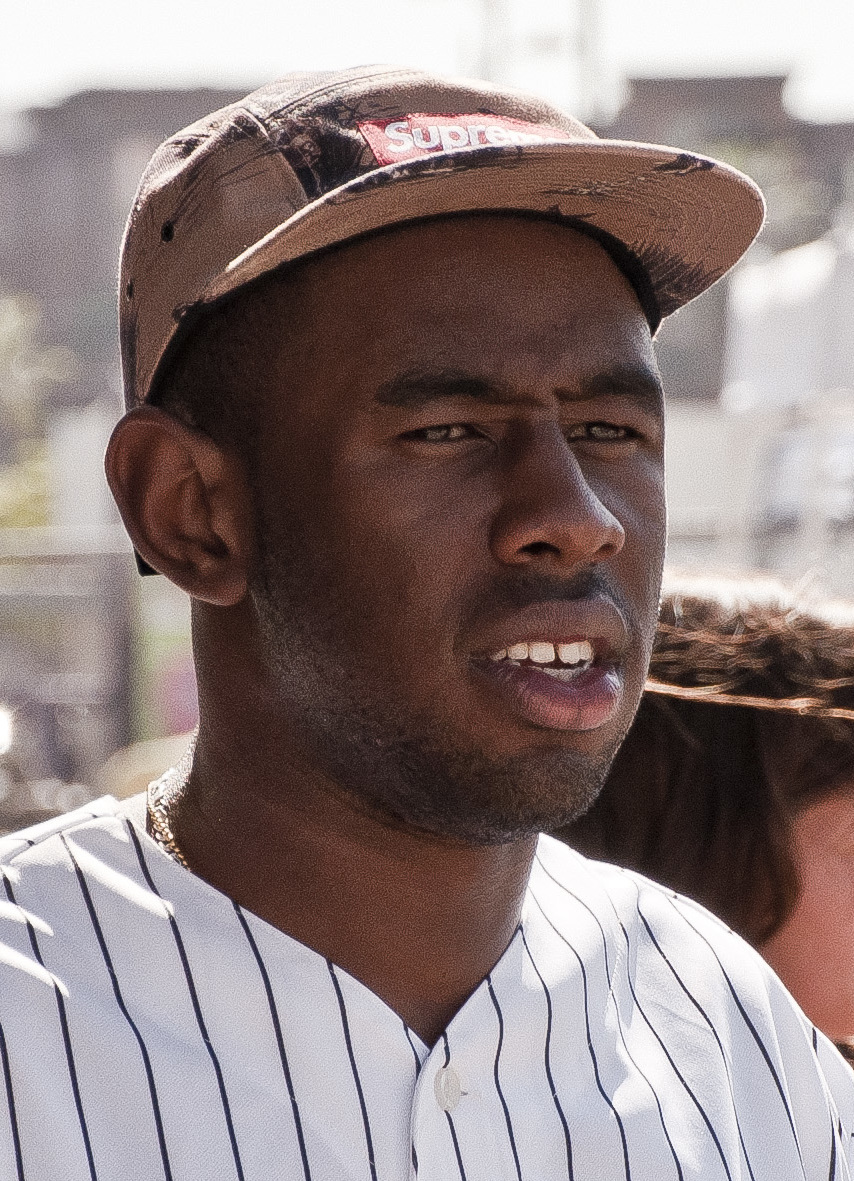
Tyler, The Creator

Tyler Gregory Okonma nasceu na Ladera Heights, em Los Angeles, Califórnia. Okonma é filho de pai nigeriano e mãe afro-americana e de ascendência Canadense. Ele afirma que nunca conheceu seu pai, e passou sua infância vivendo nas comunidades de Ladera Heights e Hawthorne no sudoeste do distrito de Los Angeles. Com sete anos de idade, ele criava capas para seus próprios álbuns imaginários, incluindo uma lista de faixas com tempos de músicas antes mesmo que pudesse fazer música. Aos 14 anos de idade, Tyler aprendeu sozinho a tocar piano. Em seus doze anos de escolaridade, ele estudou em doze escolas diferentes, em Los Angeles e áreas de Sacramento. Okonma trabalhou na FedEx por pouco menos de duas semanas e na Starbucks por mais de dois anos. O nome artístico de Okonma originou-se de sua página do MySpace, que ele usava para postar seus esforços criativos.
Okonma se identifica como um ateu e teve letras explicitamente anti-religiosas em suas músicas, especialmente nos álbuns Bastard e Goblin, e também já disse algumas coisas que sugerem que ele é um ateu agnóstico. Oknma também coleciona skates e bicicletas.

## Carreira
Okonma é conhecido como o líder do Odd Future, e o grupo como um todo tem sido comparado ao influente grupo de hip hop Wu-Tang Clan. Desde o início de sua carreira, Okonma tem músicas, em grande parte produzidas por ele mesmo, para seus projetos e outros membros do Odd Future. Ao longo dos anos, seu estilo de produção progrediu de sombrio e "barulhento" nos primeiros projetos para uma abordagem mais jazzística e soulful com os álbuns Cherry Bomb, Flower Boy e IGOR. Seus temas líricos também evoluíram de horrorcore para pontos de vista sobre o amor, a sexualidade, a existência e saudade. Musicalmente, ele foi fortemente influenciado pelo N.E.R.D e pelo membro do The Neptunes, Pharrell Williams. O álbum solo de Williams, In My Mind, teve um impacto substancial em Okonma, inspirando-o a co-fundar o coletivo Odd Future. Ele também citou o álbum de estreia do NERD In Search of... como um álbum impactante para ele.

### 2007–11: Fundação da Odd Future,BastardeGoblin

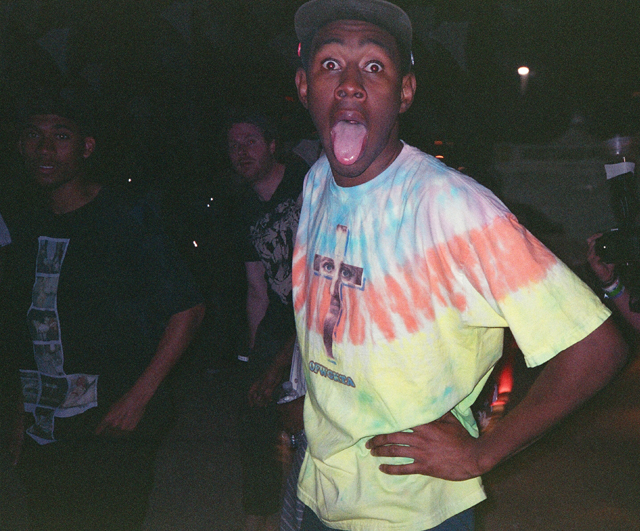
Okonma em abril de 2011

Okonma co-fundou o coletivo de hip hop alternativo Odd Future em 2007, ao lado de Hodgy, Left Brain e Casey Veggies. Eles lançaram sua mixtape de estreia, The Odd Future Tape, em novembro de 2008. Em 25 de dezembro de 2009, Okonma lançou independentemente seu primeiro álbum solo, Bastard. O álbum foi classificado em trigésimo segundo lugar na lista dos principais álbuns de 2010 da Pitchfork Media. Em 11 de fevereiro de 2011, Okonma lançou o videoclipe de "Yonkers", o primeiro single de seu segundo álbum de estúdio, Goblin, lançado em 10 de maio de 2011. O vídeo recebeu atenção de vários meios de comunicação on-line. Uma versão estendida com um terceiro verso foi disponibilizada no iTunes. Okonma ganhou o prêmio de Melhor Artista Novo por "Yonkers" no MTV Video Music Awards de 2011. O conteúdo temático de Okonma nesses dois primeiros projetos solo levou fãs e publicações a categorizá-lo como Horrorcore, embora ele rejeitasse veementemente sua conexão com com o horror rap. Após o lançamento de "Yonkers", Okonma anunciou que assinou um contrato de um álbum com a gravadora independente britânica XL Recordings. Okonma e seu colega da Odd Future Hodgy Beats fizeram sua estreia na televisão em 16 de fevereiro de 2011, quando tocaram "Sandwitches" no Late Night with Jimmy Fallon. Em 16 de março, Okonma e Hodgy cantaram "Yonkers" e "Sandwiches" no Woodvit Awards de 2011 da mtvU, juntando-se a outros membros da Odd Future durante "Sandwiches". Durante uma entrevista com Okonma para a Interview, Waka Flocka Flame expressou seu interesse em colaborar com o "líder" da Odd Future para dirigir um videoclipe para ele. No início de 2011, Okonma disse aos fãs através de sua conta no Formspring que seu terceiro álbum seria chamado Wolf e que estava programado para ser lançado em maio de 2012. Okonma também anunciou que a Odd Future teria seu próprio programa de TV chamado Loiter Squad. Em 8 de setembro de 2011, o programa foi finalmente confirmado como um show de 15 minutos de live-action composto de vários esboços, pegadinhas e músicas feitas pela Odd Future. Dickhouse Productions, a parceria de produção que criou Jackass, foi programada para produzir o show.

### 2012–14:Wolfe programa de TVLoiter Squad

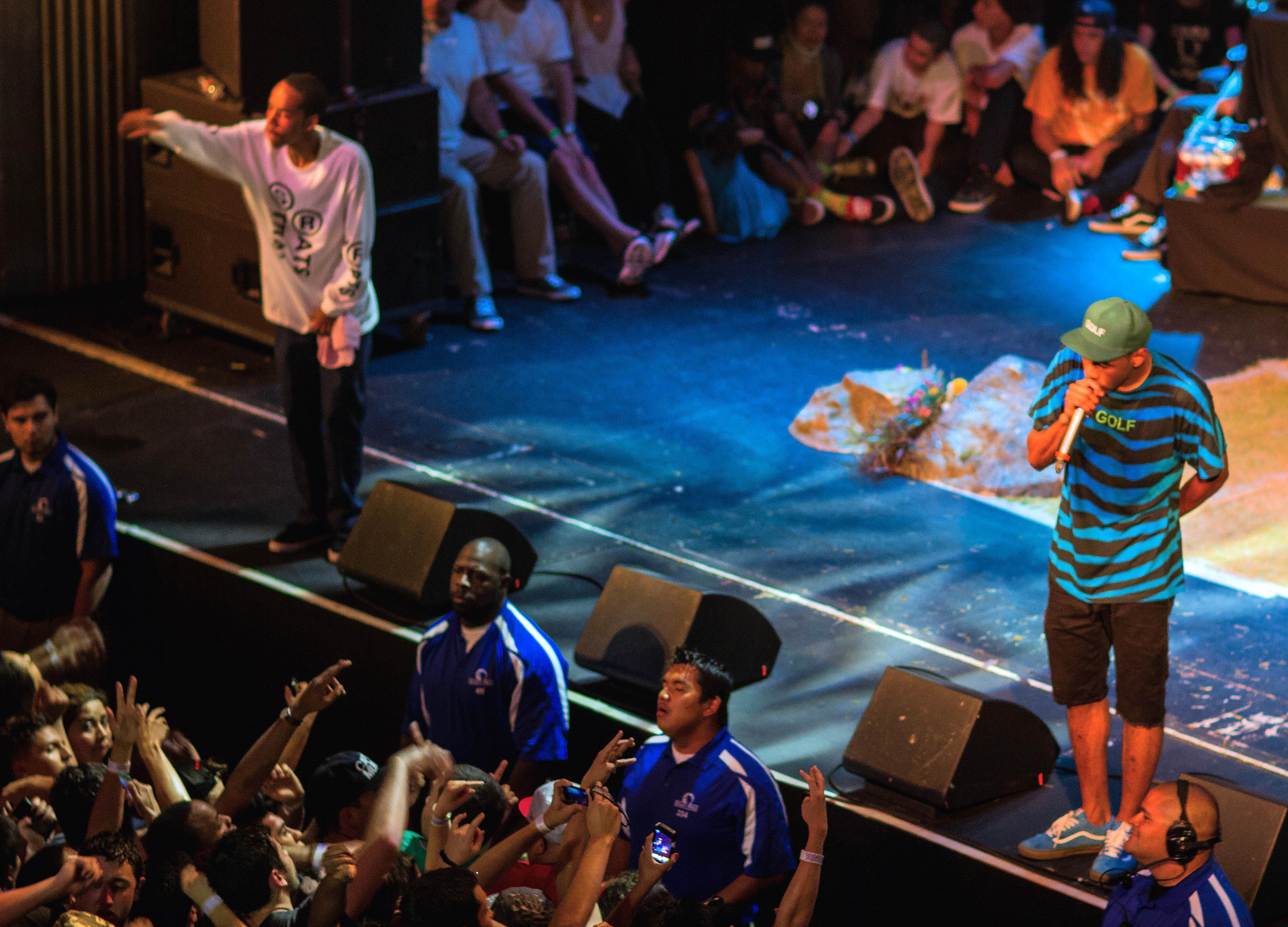
Okonma e Earl Sweatshirt tocando no Pomona Fox Theatre em 2013

O programa de televisão Loiter Squad da Odd Future estreou no Adult Swim em 25 de março de 2012. O programada durou três temporadas e contou com participações de celebridades, incluindo Johnny Knoxville, Lil Wayne e Seth Rogen. Em 2015, Okonma afirmou que "não teria mais" o programa. Em 14 de fevereiro de 2013, a Odd Future fez o upload de um vídeo no YouTube, que inclui o paraquedismo do L-Boy afirmando que "Wolf" seria lançado em 2 de abril de 2013. No mesmo dia, Okonma revelou as três capas de álbuns através de sua conta no Instagram.
Na promoção de Wolf, Okonma realizou vários versos com outros artistas, notavelmente "Trouble on My Mind" pelo artista da GOOD Music, Pusha T, "Martians vs. Goblins" por Game (também com Lil Wayne), "I'ma Hata" por DJ Drama (também com Waka Flocka Flame e D-Bo), a faixa-título do álbum em colaboração é do colega e membro da Odd Future Domo Genesis com The Alchemist, e No Idols e "Blossom & Burn" de Trash Talk (também com Hodgy Beats). Okonma também co-produziu a música "666" do terceiro álbum do MellowHype, Numbers, que contou com Mike G.
Nos meses de março e abril de 2013, Okonma fez uma turnê pela América do Norte e Europa. O primeiro single do álbum foi lançado em 14 de fevereiro de 2013, intitulado "Domo23" junto com um videoclipe que apresenta participações especiais do Domo Genesis, Earl Sweatshirt, Jasper Dolphin e Taco Bennett. Em 26 de fevereiro de 2013, Okonma apresentou as músicas "Domo23" e "Treehome95" no Late Night with Jimmy Fallon. Wolf foi lançado em 2 de abril de 2013 pela Odd Future Records e RED Distribution sob a Sony Music Entertainment. Ela contou com participações especiais de Frank Ocean, Mike G, Domo Genesis, Earl Sweatshirt, Left Brain, Hodgy Beats, Pharrell, Casey Veggies e Erykah Badu. O álbum foi produzido inteiramente por Okanma, com exceção da faixa final "Lone". Junto com o single principal "Domo23", os videoclipes foram filmados para "Bimmer", "IFHY" e "Jamba". Após o lançamento, o álbum recebeu críticas positivas e estreou no número três na Billboard 200, vendendo 90 000 cópias em sua primeira semana.
Em 31 de janeiro de 2014, foi relatado que Okonma estava gravando com Mac DeMarco para o Loiter Squad.

### 2015–16:Cherry Bomb

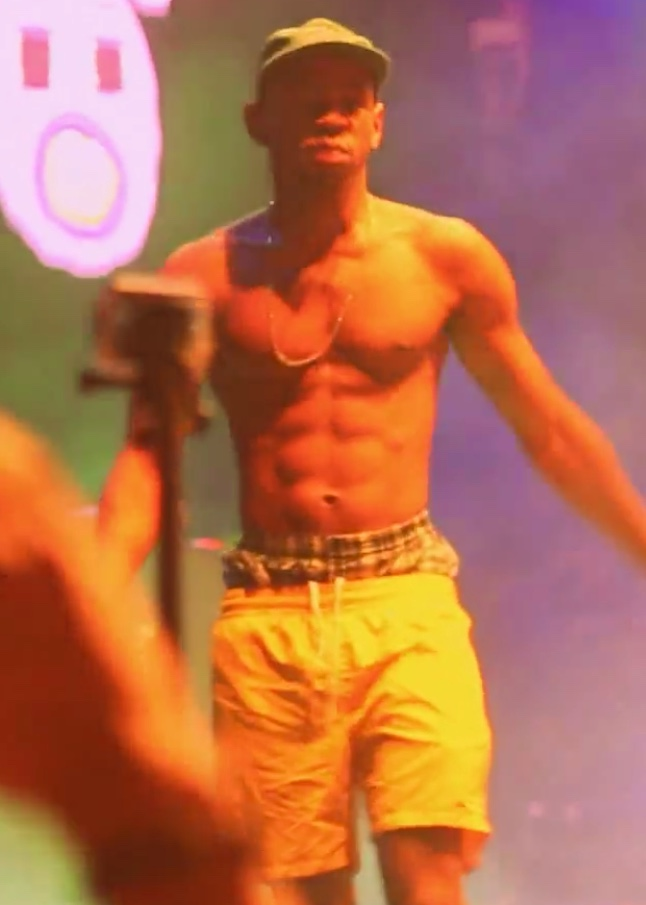
Okonma performando Cherry Bomb em Moscou em agosto de 2015

Em 9 de abril de 2015, Okonma lançou o videoclipe da música "Fucking Young" para o canal oficial do Odd Future no YouTube. O vídeo também incluiu um pequeno trecho de outra música, "Deathcamp". Okonma anunciou no mesmo dia que as músicas seriam apresentadas em seu próximo álbum Cherry Bomb, com lançamento previsto para 13 de abril de 2015. Okonma anunciou através de sua conta no Twitter que o álbum contaria com Charlie Wilson, Chaz Bundick e o membro da Black Lips, Cole Alexander. Dois dias depois, Okonma tocou as músicas "Fucking Young" e "Deathcamp" pela primeira vez no Coachella. Durante o set, Okonma criticou notavelmente os membros VIP na plateia, dos quais muitos eram celebridades, por sua falta de entusiasmo.
Cherry Bomb foi lançado digitalmente em 13 de abril de 2015, pela Odd Future Records, com cópias físicas do álbum, apresentando cinco capas de discos diferentes, com lançamento previsto para 28 de abril de 2015. O álbum conta com performances de artistas notáveis, como Kanye West, Lil Wayne e Schoolboy Q. O álbum foi acompanhado por uma turnê mundial pela América do Norte, Europa e Ásia, começando no festival de música Coachella em 11 de abril de 2015 e terminando em Tóquio, Japão em setembro de 2015. Okonma iria à Australia em sua turnê, mas cancelou após uma campanha da organização de base Collective Shout contra o retrato das mulheres em sua música.
Em 26 de agosto de 2015, Okonma revelou que ele havia sido proibido de visitar o Reino Unido por três a cinco anos, o que o forçou a cancelar uma série de datas da turnê, incluindo os Festivais de Reading e Leeds. A razão para a proibição vem de letras que datam cerca de 2009. Seu empresário Christian Clancy disse que eles foram informados sobre a proibição através de uma carta da então Home Secretary Theresa May. May citou letras do álbum Bastard como o motivo da proibição, apesar de Okonma ter feito várias turnês no Reino Unido desde o seu lançamento. Okonma mais tarde afirmou que ele sentiu que tinha sido tratado "como um terrorista" e sugeriu que a proibição era racialmente motivada, afirmando que "eles não gostaram do fato de que seus filhos estavam idolatrando um homem negro".

### 2017–18:Flower Boy, televisão eWANG$AP
Em 8 de abril de 2017, Frank Ocean lançou uma canção intitulada "Biking" em sua estação de rádio "Blonded Radio" na Beats 1, que apresenta Tyler e Jay-Z. Oito dias depois, foi anunciado que Okonma escreveria, produziria e tocaria a música tema do novo programa do cientista Bill Nye chamado Bill Nye Saves the World.
Em 28 de junho, o trailer do programa de TV de Okonma "Nuts + Bolts" estreou no canal de televisão "Viceland". O show foca nas coisas que Tyler, the Creator acha interessantes ou é apaixonado, e explica como elas são criadas. A série estreou em 3 de agosto de 2017.
Em 29 de junho de 2017, a Okonma lançou a música "Who Dat Boy" apresentando o rapper ASAP Rocky em um novo canal no YouTube, após muitas postagens promocionais de contagem regressiva em suas contas de mídia social. Mais tarde naquela noite, ele lançou a música em serviços de streaming ao lado de uma nova música intitulada "911 / Mr. Lonely", com Steve Lacy, Frank Ocean e Anna of the North. Em 6 de julho de 2017, ele anunciou o título, tracklist e data de lançamento de seu quinto álbum, Flower Boy, que foi lançado em 21 de julho de 2017. Vários singles foram lançados após a data de lançamento do álbum, incluindo "Boredom" e "I Ain't Got Time!" O álbum foi lançado via iTunes, Spotify e outros grandes serviços de música. Em 14 de setembro de 2017, Tyler anunciou seu terceiro programa de TV, The Jellies. Ele estreou em 22 de outubro de 2017. Flower Boy recebeu elogios da crítica e foi indicado ao prêmio de Melhor Álbum de Rap no 60º Grammy, dando a Tyler sua segunda indicação ao Grammy, depois de contribuir com o Channel Orange, mas perdeu para o quarto álbum de estúdio de Kendrick Lamar, Damn.
Em 29 de março de 2018, Okonma lançou "Okra", entre uma série de freestyles e remixes. Okonma se referiu a ela como uma "música descartável", afirmando que ela não seria incluída em nenhum álbum futuro, e não era uma indicação de qualquer projeto futuro. Em 22 de maio de 2018, ele lançou "435", continuando esta série de singles. Em 23 de julho de 2018, Okonma e ASAP Rocky anunciaram um projeto colaborativo, WANG$AP, lançando um videoclipe para um remix de "Knock Knock" de Monica chamado "Potato Salad" em "AWGE DVD (Vol. 3)", uma compilação de vídeo da AWGE, uma agência de criação por ASAP Rocky.

### 2019–20:Igor
Em 6 de maio de 2019, Okonma lançou dois videoclipes curtos em seus perfis online que apresentavam novas músicas. Os vídeos mostravam-no dançando de forma irregular enquanto usava uma longa peruca loira, terno multicolorido, óculos escuros e um "grillz"; ele vestiu-se da mesma maneira para fotos em suas mídias sociais e nos videoclipes para os singles do álbum. Mais tarde anunciou seu sexto álbum de estúdio, Igor, que foi lançado em 17 de maio. Igor foi aclamado pela crítica e estreou em primeiro lugar na Billboard 200 dos EUA, tornando-se o primeiro álbum número um de Tyler nos Estados Unidos. Igor ganhou o prêmio de Melhor Álbum de Rap no 62º Grammy Awards.

### 2021-23:Call Me If You Get LosteThe Estate Sale
Em 25 de junho de 2021, Okonma viria a lançar seu sétimo álbum de estúdio, intitulado de Call Me If You Get Lost. Nesse projeto, o rapper protagoniza uma nova narrativa compilada em 16 faixas. Este álbum é o retorno de Tyler a um som mais orientado para a rima. “Massa” segue o padrão clássico do rap de verso-refrão-verso-refrão sob um instrumental com baterias e piano que remetem muito ao Wolf (2013), fase em que ele praticamente apenas rimava. Ao entregar a trilogia Flower Boy (2017), Igor (2019) e Call Me If You Get Lost (2021), Okonma expõe, de maneira pessoal, a sua má-sorte no amor, que apesar de alguns momentos apaixonados, nunca parece lhe agraciar com um final feliz. Assim como no penúltimo, o eu-lírico mais recente de Tyler é vítima de uma fortuna obscena, que reflete o seu histórico de aventuras e permanência em triângulos amorosos – obviamente mal sucedidos. The Estate Sale é a edição de luxo de Call Me If You Get Lost, lançado em 31 de março de 2023, menos de 2 anos após o lançamento do álbum. Foi anunciado no Twitter de Tyler, junto com seu título, capa e data, após o lançamento do single surpresa e videoclipe, "Dogtooth". "Sorry Not Sorry", o segundo single, foi lançado no dia 29 de março, também de surpresa. Nas novas faixas, Tyler toca em assuntos bem íntimos e pessoais, como sua própria sexualidade. Call Me If You Get Lost ganhou o prêmio de Melhor Álbum de Rap no 64º Grammy Awards e o prêmio de Álbum do Ano no BET Hip Hop Awards de 2021.

### 2024–presente:ChromakopiaeDon't Tap the Glass
Em 13 de abril de 2024, Tyler se apresentou como atração principal no Coachella, encerrando a noite de sábado com uma performance que contou com as participações de Childish Gambino, ASAP Rocky e Kali Uchis, além de um dueto de "Earfquake" com Charlie Wilson. Ele iniciou o show rompendo a parede de um trailer cenográfico com pirotecnia, antes de apresentar faixas de toda a sua discografia. Críticos descreveram a performance como um "espetáculo eletrizante e de alto risco", e como "um brilhante lembrete do poder de um herói cult".
Em 16 de outubro de 2024, Tyler revelou o nome de seu próximo álbum, Chromakopia, em um vídeo teaser intitulado "St. Chroma". Em 21 de outubro, Tyler lançou o single "Noid". O álbum foi lançado em 28 de outubro. Após isso, Tyler apresentou o álbum em locais menores e em espaços públicos. Ele também apresentou o álbum na décima edição do Camp Flog Gnaw Carnival, em 16 de novembro. Em 23 de outubro de 2024, anunciou a turnê mundial Chromakopia: The World Tour, sua sétima turnê principal, em apoio ao álbum. A turnê começou em 4 de fevereiro de 2025, em Saint Paul, e está prevista para terminar em 21 de setembro de 2025, em Quezon City. Tyler também anunciou que Lil Yachty e Paris Texas seriam os artistas de abertura da turnê.
Nove meses após o lançamento de Chromakopia, Tyler lançou seu nono álbum de estúdio, Don't Tap the Glass, em 21 de julho de 2025.

## Controvérsias

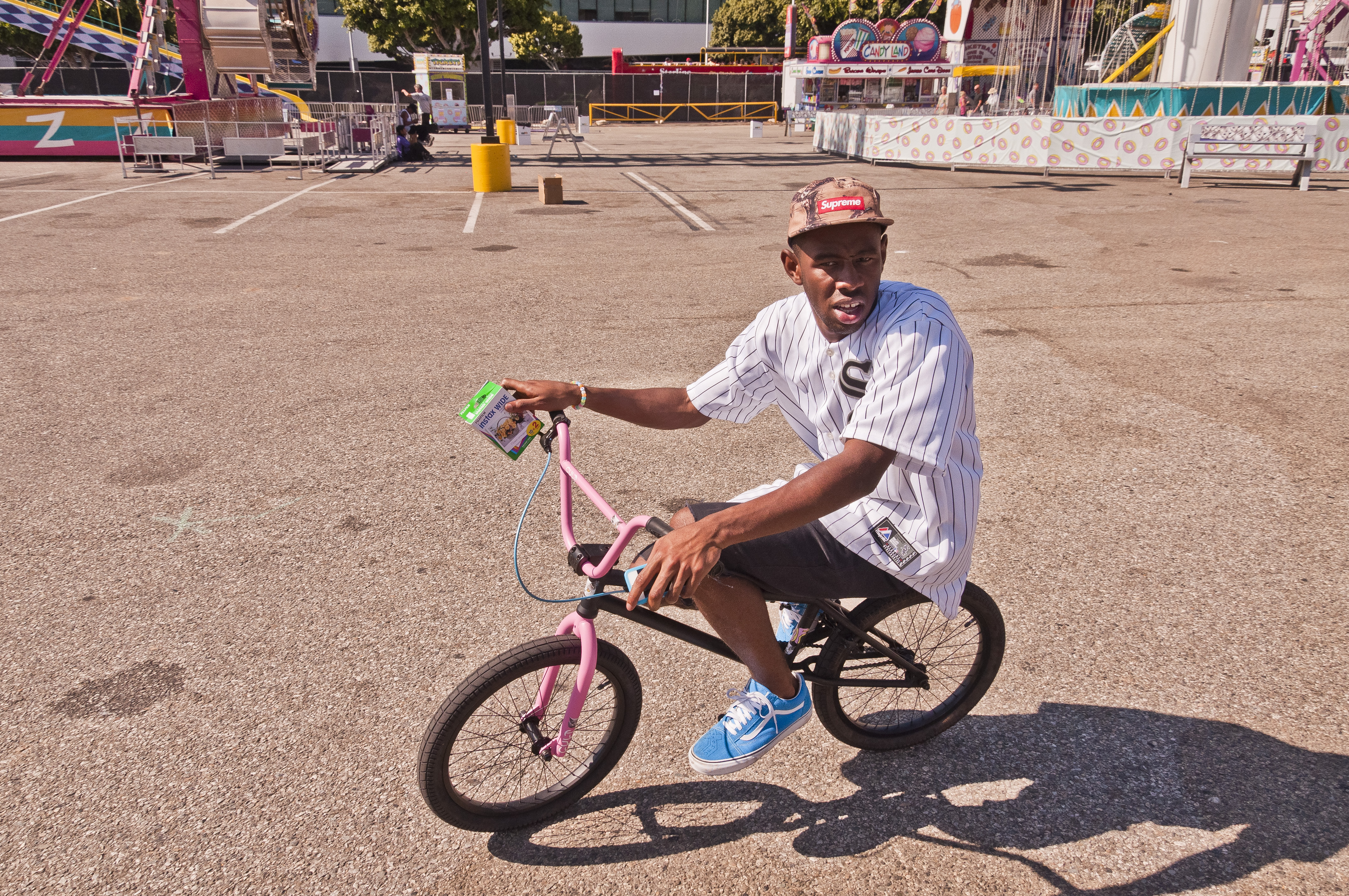
Okonma na sua BMX rosa em setembro de 2012

No ano de 2011, Tyler foi preso por pichar um muro. Tyler estava com um grupo de skatistas e foram pichar em um muro em um bairro. O grupo deixou o local. Logo depois Tyler retornou no local para terminar de pichar o muro. A polícia pegou o rapper no flagra. Tyler pagou a fiança e foi liberado.[carece de fontes?] Na sexta feira, dia 23 de dezembro de 2011, o cantor foi preso em Hollywood após vandalizar o local onde havia feito um show algumas horas antes. O cantor teria sido preso na frente da mãe, que teria gritado com os policiais. Após o incidente, a policia teve que fechar a rua por cerca de meia hora. Tyler pagou uma fiança de vinte e cinco mil dólares e foi liberado.
Okonma tem sido criticado por seu uso de insultos homofóbicos, em particular, seu uso frequente do epíteto 'faggot' em suas letras e no Twitter. Ele negou as acusações de homofobia, afirmando: "Eu não sou homofóbico. Eu apenas digo viado e uso gay como um adjetivo para descrever uma merda estúpida", e, "Eu sou não homofóbico. Eu só acho que faggot machuca as pessoas". No entanto, mais tarde, ele disse em uma entrevista à MTV sobre os insultos: "Bem, eu tenho fãs gays e eles não se ofendem, então eu não sei. Se isso te ofende, isso te ofende. Se você me chamar de nigger, eu realmente não me importo, mas sou apenas eu, pessoalmente. Algumas pessoas podem fazer o contrário, eu pessoalmente não dou a mínima." Apesar de fazer vários comentários que foram tomados como homofóbicos, Tyler, the Creator foi um dos primeiros a apoiar abertamente o membro do " Odd Future", Frank Ocean, depois de revelar publicamente uma relação passada com outro jovem. Letras no álbum Flower Boy levaram à especulação de que o próprio Okonma estava saindo do armário. As faixas em questão eram "Foreword", "Garden Shed" e "I Ain't Got Time!" Okonma alimentou ainda mais a discussão quando ele aparentemente revelou em uma entrevista de agosto de 2017 que ele tinha um namorado quando tinha 15 anos de idade, embora tenha twittado que era uma figura de linguagem.
Okonma também foi criticado por suas representações gráficas de violência contra as mulheres e suas supostas letras misóginas. Brent DiCrescenzo da Time Out Chicago escreveu que o estupro é um "tema predominante" de Goblin e Hermione Hoby do The Guardian escreveu que "as fantasias de estupro e assassinato de Okonma são suficientemente gráficas para fazer o vômito subir junto com a bile". A The Fader registrou 68 usos do termo "bitch" (vadia) ao longo 73 minutos de Goblin. Respondendo ao dueto indie pop canadense Tegan and Sara que criticou suas letras, Okonma twittou : "Se Tegan e Sara precisam de um pau duro, me procurem!"
Uma série de três comerciais para a Mountain Dew, dirigidos por Okonma, criaram polêmica em maio de 2013, acusados de usar "estereótipos raciais" e "brincar com a violência contra as mulheres". Uma personagem cabra amante da bebida energética chamada "Felicia the Goat" é consecutivamente um "bode expiatório" em um restaurante, na prisão e na estrada. Durante o anúncio de 60 segundos, na prisão, uma mulher branca de muletas que foi machucada pelo bode examina uma formação de possíveis suspeitos composta por vários homens afro-americanos e a cabra, enquanto a cabra ameaça a mulher. O professor e crítico social da Universidade de Syracuse, Boyce Watkins, afirmou que o anúncio era "indiscutivelmente o comercial mais racista da história". A PepsiCo retirou o anúncio do ar e pediu desculpas. Okonma divulgou um comunicado alegando que o anúncio não era para "desencadear uma controvérsia sobre raça" e que "era simplesmente uma história, reconhecidamente absurda, que nunca deveria ser levada a sério".
Em 15 de março de 2014, Okonma foi preso por incitar um tumulto depois de ter gritado para os fãs passarem pelos seguranças em um show com ingressos esgotados no festival de música South by Southwest. Tyler pagou uma fiança de 3 500 dólares e foi libertado. O representante de Tyler, the Creator não quis comentar o caso.
Em 26 de agosto de 2015, Okonma revelou que ele havia sido proibido de visitar o Reino Unido por três a cinco anos, o que o forçou a cancelar uma série de datas da turnê, incluindo os Festivais de Reading e Leeds. A razão para a proibição vem de letras que datam cerca de 2009. Seu empresário Christian Clancy disse que eles foram informados sobre a proibição através de uma carta da então Home Secretary Theresa May. May citou letras do álbum Bastard como o motivo da proibição, apesar de Okonma ter feito várias turnês no Reino Unido desde o seu lançamento. Okonma mais tarde afirmou que ele sentiu que tinha sido tratado "como um terrorista" e sugeriu que a proibição era racialmente motivada, afirmando que "eles não gostaram do fato de que seus filhos estavam idolatrando um homem negro". Sua proibição voltou a ser falada em maio de 2019, Okonma estava concorrendo com uma apresentação programada em Londres para promover seu sexto álbum de estúdio, Igor. No entanto, seu show foi cancelado à força pela polícia depois que eles expressaram suas preocupações com a segurança, dizendo que o show seria "superlotado" e "muito barulhento".

## Discografia

### Álbuns de Estúdio
- Bastard (2009)
- Goblin (2011)
- Wolf (2013)
- Cherry Bomb (2015)
- Flower Boy (2017)
- Igor (2019)
- Call Me If You Get Lost (2021)
- Chromakopia (2024)
- Don't Tap the Glass (2025)

### Extended Plays (EP'S)
- Music Inspired by Illumination & Dr. Seuss' The Grinch (2018)

## Turnês

#### Como artista principal
- Wolf Tour (2013)[103]
- 2014 Tour (2014)[104]
- Cherry Bomb Tour (2015)
- Okaga, CA Tour (2016)[105]
- Flower Boy Tour (2017–2018)[106]
- Igor Tour (2019)
- Call Me If You Get Lost Tour (2022)
- Chromakopia: The World Tour (2025)

#### Como co-artista principal
- Rocky and Tyler Tour (com ASAP Rocky) (2015)[107]

#### Como artista de apoio
- Kid Cudi - Cud Life Tour (2013)[108]

## Filmografia
| Televisão | Televisão                          | Televisão               | Televisão                                                                                        |
| Ano       | Título                             | Papel                   | Notas                                                                                            |
| --------- | ---------------------------------- | ----------------------- | ------------------------------------------------------------------------------------------------ |
| 2011–2013 | Late Night with Jimmy Fallon       | Ele próprio             | 2011: Performou "Sandwitches" com Hodgy Beats 2013: Performou "Treehome95" e "Domo23" com Coco O |
| 2011      | When I Was 17                      | Ele próprio             |                                                                                                  |
| 2011      | Workaholics                        | Extra                   | Episódio: "Heist School"                                                                         |
| 2011      | Regular Show                       | Blitz Comet Big Trouble | Dublador (Episódio: "Rap It Up")                                                                 |
| 2012      | Punk'd                             | Ele próprio             | 2 episódios; Temporada 9, Episódios 2 e 4                                                        |
| 2012      | Ridiculousness                     | Ele próprio             | Temporada 2, Episódio 10: Tyler, The Creator & Taco Bennett                                      |
| 2012      | The Mindy Project                  | Rapper                  | Temporada 1, Episódio 10: Mindy's Brother                                                        |
| 2012–2014 | Loiter Squad                       | Ele próprio             |                                                                                                  |
| 2013      | Late Show with David Letterman     | Ele próprio             | Performou "Rusty" com Domo Genesis e Earl Sweatshirt                                             |
| 2013      | The Arsenio Hall Show              | Ele próprio             |                                                                                                  |
| 2013      | Axe Cop                            | Liborg                  | 2 episódios                                                                                      |
| 2015      | Black Dynamite                     | Broto                   | Temporada 2, episódio 10: "The Wizard of Watts"                                                  |
| 2015      | The Eric André Show                | Ele próprio             | Temporada 3, episódio 8: "Jimmy Kimmel; Tyler, the Creator"                                      |
| 2015      | Tavis Smiley                       | Ele próprio             |                                                                                                  |
| 2017      | The Late Show with Stephen Colbert | Ele próprio             | Performou "911"                                                                                  |
| 2020      | Kidding                            | Cornell                 | Temporada 2                                                                                      |

### Diretor

#### Videoclipes
| Ano  | Música                                                                       | Artista                                        | Observações                                            |
| ---- | ---------------------------------------------------------------------------- | ---------------------------------------------- | ------------------------------------------------------ |
| 2010 | "Bastard"                                                                    | Tyler, The Creator                             | Creditado como Wolf Haley Co-dirigido por Taco Bennett |
| 2010 | "French!" (com Hodgy Beats)                                                  | Tyler, The Creator                             | Creditado como Wolf Haley Co-dirigido por Taco Bennett |
| 2010 | "VCR"                                                                        | Tyler, The Creator                             | Creditado como Wolf Haley Co-dirigido por Taco Bennett |
| 2011 | "Yonkers"                                                                    | Tyler, The Creator                             | Creditado como Wolf Haley                              |
| 2011 | "She" (com Frank Ocean)                                                      | Tyler, The Creator                             | Creditado como Wolf Haley                              |
| 2011 | "Bitch Suck Dick" (com Jasper Dolphin & Taco)                                | Tyler, The Creator                             | Creditado como Wolf Haley                              |
| 2012 | "Rella"                                                                      | Hodgy Beats, Domo Genesis & Tyler, The Creator | Creditado como Wolf Haley                              |
| 2012 | "NY (Ned Flander)"                                                           | Hodgy Beats & Tyler, The Creator               | Creditado como Wolf Haley                              |
| 2012 | "Sam (Is Dead)"                                                              | Domo Genesis & Tyler, The Creator              | Creditado como Wolf Haley                              |
| 2012 | "F.E.B.N."                                                                   | Trash Talk                                     | Creditado como Wolf Haley                              |
| 2013 | "Domo 23/Bimmer"                                                             | Tyler, The Creator                             | Creditado como Wolf Haley                              |
| 2013 | "Whoa" (com Tyler, the Creator)                                              | Earl Sweatshirt                                | Creditado como Wolf Haley                              |
| 2013 | "IFHY/Jamba" (com Pharrell and Hodgy Beats)                                  | Tyler, The Creator                             | Creditado como Wolf Haley                              |
| 2013 | "Tamale/Answer"                                                              | Tyler, The Creator                             | Creditado como Wolf Haley                              |
| 2013 | "Glowing"                                                                    | D. A. Wallach                                  | Creditado como Wolf Haley                              |
| 2015 | "Fucking Young/Deathcamp"                                                    | Tyler, The Creator                             | Creditado como Wolf Haley                              |
| 2016 | "Buffalo/Find Your Wings" (com Shane Powers, Roy Ayers, Syd, and Kali Uchis) | Tyler, The Creator                             | Creditado como Wolf Haley                              |
| 2016 | "Perfect" (featuring Kali Uchis and Austin Feinstein)                        | Tyler, The Creator                             | Creditado como Wolf Haley                              |
| 2017 | "Who Dat Boy/911" (com A$AP Rocky)                                           | Tyler, The Creator                             | Creditado como Wolf Haley                              |
| 2018 | "OKRA"                                                                       | Tyler, The Creator                             | Creditado como Wolf Haley                              |
| 2018 | "POTATO SALAD" (com A$AP Rocky)                                              | Tyler, The Creator                             | Creditado como Wolf Haley                              |
| 2018 | "See You Again / Where This Flower Blooms" (com Kali Uchis e Frank Ocean)    | Tyler, The Creator                             | Creditado como Wolf Haley                              |
| 2019 | "A Boy Is A Gun*"                                                            | Tyler, The Creator                             | Creditado como Wolf Haley                              |
| 2019 | "I Think"                                                                    | Tyler, The Creator                             | Creditado como Wolf Haley                              |
| 2021 | "LUMBERJACK"                                                                 | Tyler, The Creator                             | Creditado como Wolf Haley                              |
| 2021 | "WUSYANAME"                                                                  | Tyler, The Creator                             | Creditado como Wolf Haley                              |
| 2023 | "WHARF TALK" (com A$AP Rocky)                                                | Tyler, The Creator                             | Creditado como Tyler Okonma                            |
| 2023 | "HEAVEN TO ME"                                                               | Tyler, The Creator                             | Creditado como Tyler Okonma                            |
| 2023 | "DOGTOOTH"                                                                   | Tyler, The Creator                             | Creditado como Tyler Okonma                            |
| 2023 | "SORRY NOT SORRY"                                                            | Tyler, The Creator                             | Creditado como Tyler Okonma                            |

## Prêmios e indicações
| Ano  | Organização                               | Prêmio                                                    | Resultado | Ref.    |
| ---- | ----------------------------------------- | --------------------------------------------------------- | --------- | ------- |
| 2011 | O Music Awards                            | Tweet Mais Chocante                                       | Indicado  |         |
| 2011 | MTV Video Music Awards                    | Melhor Artista Novo                                       | Venceu    | [ 112 ] |
| 2011 | MTV Video Music Awards                    | Vídeo do Ano (Yonkers)                                    | Indicado  | [ 112 ] |
| 2011 | MTV2 Sucker Free Awards                   | Estreante do Ano                                          | Venceu    | [ 113 ] |
| 2011 | MTV2 Sucker Free Awards                   | Artista Mais Seguido                                      | Venceu    | [ 113 ] |
| 2013 | Grammy Awards                             | Álbum do Ano (como artista de destaque no Channel Orange) | Indicado  |         |
| 2014 | MTVU Woodie Awards                        | Performing Woodie                                         | Indicado  | [ 114 ] |
| 2014 | MTV Video Music Awards                    | Melhor Direção de Arte (Tamale)                           | Indicado  |         |
| 2015 | MTV Video Music Awards                    | Melhores Efeitos Visuais (Fucking Young/Death Camp)       | Indicado  |         |
| 2018 | Grammy Awards                             | Melhor Álbum de Rap (Flower Boy)                          | Indicado  |         |
| 2019 | 2019 Wall Street Journal Innovator Awards | Inovador de Música do Ano                                 | Venceu    | [ 115 ] |
| 2020 | Grammy Awards                             | Melhor álbum de rap (Igor)                                | Venceu    |         |
| 2022 | Grammy Awards                             | Melhor álbum de rap (CMIYGL)                              | Venceu    |         |